# 小行星3900
小行星3900（3900 Knežević）是一颗围绕太阳公转的小行星。1985年9月14日，愛德華·鮑威爾在可可尼诺县发现了此天体。
該小行星以塞爾維亞天文學家佐蘭·琴熱維奇命名。
这颗小行星的绝对星等为55.19576893889等。